# Spiru Blănaru
Spiru Blănaru (n. 23 iunie 1919 în Crăiești, Județul Covurlui, astăzi județul Galați - d. 25 iunie 1949 în Pădurea Verde, Timișoara) a fost unul din liderii mișcării armate anti-comuniste din Munții Banatului.

## Biografie
Născut lângă Tecuci, Spiru Blănaru a absolvit Facultatea de Drept din Iași și s-a stabilit în Banat după terminarea studiilor, în comuna Domașnea. Aici se apropie de familia lui Nicolae Horăscu, șeful garnizoanei Mișcării Legionare din zonă. Ulterior, Spiru Blănaru se va căsători cu fata acestuia, Maria Horăscu.
La facultate, Blănaru fusese șef de cuib, iar în 1938 devine șeful Frățiilor de Cruce din Oradea. Datorită profesiei de avocat și afilierii politice legionare, Blănaru intră în vizorul Securității, după acapararea puterii în România de către comuniști.
Intuindu-și arestarea iminentă, deoarece comuniștii începuseră să-i vâneze pe legionari, Spiru Blănaru fuge, în 1948, în munții Banatului. El se asociază cu notarul public Gheorghe Ionescu și cu comandorul de aviație Petre Domășneanu într-un grup care va fi cunoscut sub numele de „Grupul de la Teregova”. Acest grup avea legături puternice cu altă grupare a rezistenței din Munții Banatului, aceea a colonelului Ioan Uță, fost prefect al județului interbelic Severin.

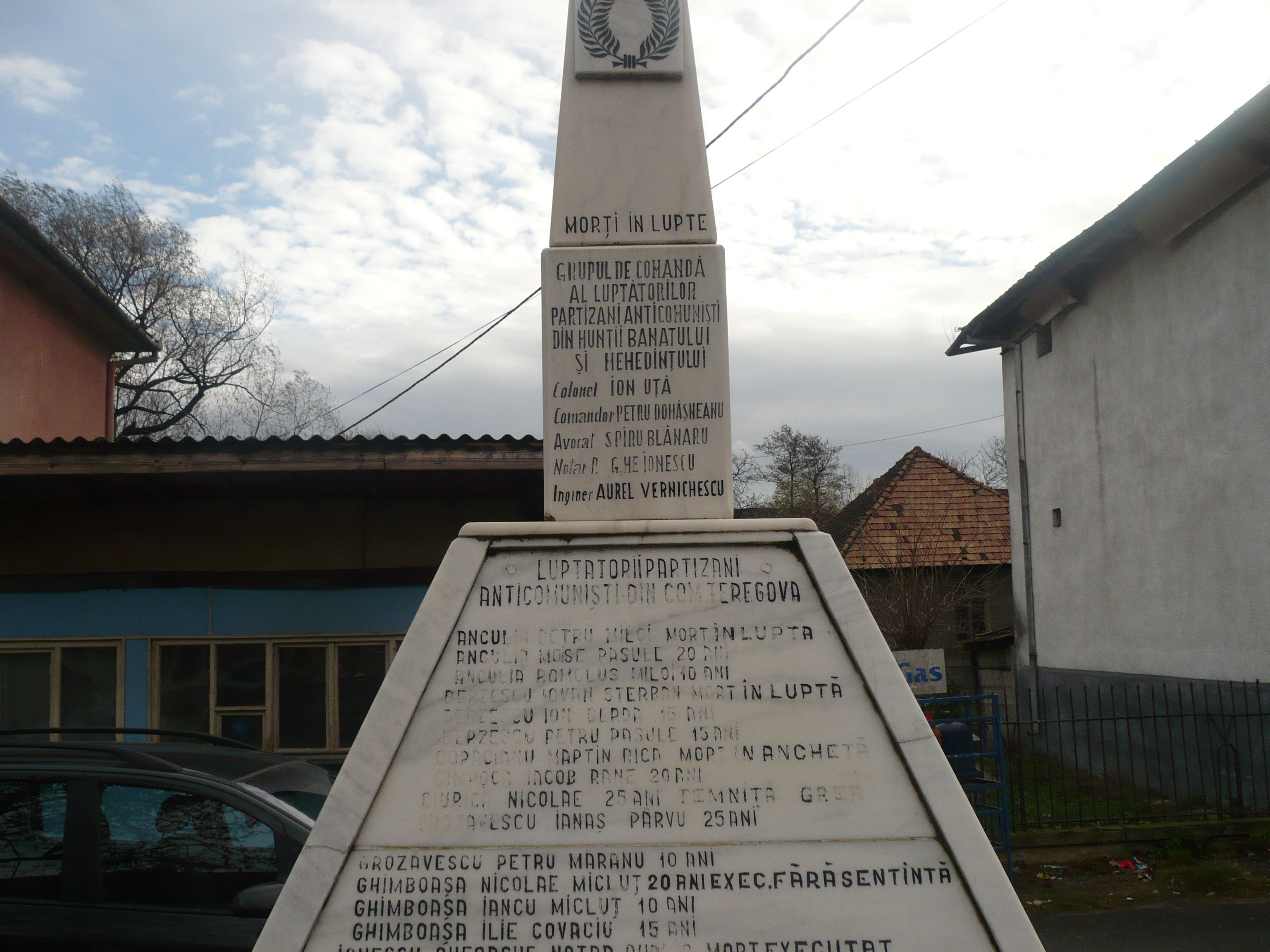
Monument în Teregova comemorând partizanii anticomuniști din Munții Banatului și Mehedințiului.
În partea superioară, numele lui Spiru Blănaru

### Organizare
Grupul lui Blănaru era alcătuit din membri ai tuturor partidelor politice, nefăcându-se deosebire între țărăniști, liberali, militari sau legionari. Scopul lor comun era să lupte împotriva ocupării țării de către bolșevici. Inițial, Gheorghe Ionescu a rămas în comuna Teregova și a organizat sătenii pentru a putea susține și aproviziona grupurile lui Spiru Blănaru și colonelului Ioan Uță. Ulterior, fiind și el obligat să fugă în munți, Gheorghe Ionescu s-a alăturat grupului Blănaru. 
La început, grupul lui Spiru Blănaru și Gheorghe Ionescu a avut o atitudine ofensivă, atacând direct trupele de Securitate. Însă după fiecare atac Securitatea organiza represalii asupra populației, așa că grupul a renunțat la tactica ofensivă și s-a menținut doar pe poziții de apărare, sperând ca puterile occidentale și Statele Unite să intervină pentru eliberarea României.

### Atacarea postului de miliție din Teregova
Pe 12 ianuarie 1949, doi dintre partizani, Grigore Ianosiga-Ionescu și Moise
Anculia-Păsule, au fost arestați și duși la Postul de Miliție situat în incinta primăriei Teregova. În aceeași seară, temându-se că vor fi denunțați prin tortură de cei arestați, conducătorii partizanilor, Spiru Blănaru, Gheorghe Ionescu, Anculia Petru și Nicolae Ghimboașe decid atacarea postului de miliție și eliberarea celor doi.
Atacul începe în jurul orei 22.30 (după Cicerone Ionițoiu la ora 02.00), în seara (noaptea) de 12 spre 13 ianuarie. Partizanii aruncă grenade și Spiru Blănaru deschide foc de mitralieră, iar milițienii și paznicii fug din incintă. Doi partizani, Iacob Cimpoca și Martin Copăceanu intră apoi în postul de miliție și îi eliberează pe Anculia și Ianosiga, după care partizanii se retrag. Moise Anculia hotărăște să îi însoțească, în timp ce Grigore Ianosiga pleacă singur să se ascundă în pădure.
La acest atac îndrăzneț au participat Spiru Blănaru, Gheorghe Ionescu, Petru Anculia, Iacob Cimpoca, Nicolae Ghimboașe, Martin Copăceanu, Ianași Grozăvescu, Tudor Roșeț, Gheorghe Smultea, Pavel Stoichescu, Ghiță Ungureanu și Vasile Vălușescu.
O acțiune similară s-a petrecut pe data de 14 ianuarie 1949, în gara Teregova, când partizanii au dezarmat doi milițieni care îl arestaseră pe avocatul Cornel Costescu. Acesta a fost eliberat și a stat apoi ascuns până pe 5 martie, când a fost rearestat și închis în sediul Securității Timișoara.

### Începutul represiunii
Ca ripostă la acțiunile temerare ale grupului condus de Gheorghe Ionescu și Spiru Blănaru, Direcția Generală a Securității Poporului a înființat la 22 ianuarie 1949 un Comandament Unic cu sediul la Caransebeș, sub comanda generalului Ion Băjenaru, cu misiunea să vâneze „bandele” de partizani care acționau în munții Banatului, acesta fiind singurul organism abilitat să conducă „operațiunile de lichidare”.
Activitatea acestui Comandament, coordonată de însuși generalul Gheorghe Pintilie, este reglementată la 21 ianuarie 1949 printr-o adresă a Direcției Generale a Securității Poporului către Direcția Regională a Securității Timișoara, fiind coordonată local de colonelul Coloman Ambruș (Ambrus Coloman), director al D.R.S. Timișoara, maiorul Aurel Moiș, director adjunct al D.R.S. Timișoara, alături de maiorul Zoltán Kling de la Securitatea județului Severin și de maiorul politic Marcel Teodorescu. Deși Comandamentul Unic a fost operațional începând din 23 ianuarie 1949, măsurile pentru înființarea și funcționarea sa fuseseră luate cu câteva luni mai devreme.
La 11 februarie 1949, în ședința de analiză a muncii depuse de la înființarea Direcției
Generale a Securității Poporului, ministrul de Interne, Teohari Georgescu, aprecia că:
„Problema Teregova trebuie legată cu problema externă. Bandele formează puncte de rezistență unde dușmanii poate [sic!] să-și arunce oamenii lor. În perspectivă, trebuie să vedem unde poate [sic!] să meargă lucrurile.”
La ordinul Comandamentui Unic, în ziua de 23 ianuarie sunt trimise spre zona muntoasă a Banatului două batalioane de la Regimentul de securitate Brașov. Batalionul 5 va fi încartiruit la Caransebeș, iar Batalionul 9 la Orșova, adică în cele două extremități ale zonei în care acționau grupurile partizanilor anticomuniști. 
În noaptea de 24 ianuarie, Compania 1 a Batalionului 9, condusă de căpitanul Rizescu, a ocupat satul Petroșnița, iar Companiile a 2-a și a 3-a au blocat satele Verendin, Luncavița și Mehadica. Securitatea deținea informații că partizanii se găseau la punctul Cracul Fetelor, aflat la trei kilometri vest de Verendin, și la punctul Răchite, la 1,5 kilometri nord-vest de Verendin. Însă operațiunea a fost un eșec, partizanii reușind să-și părăsească sălașele înainte de sosirea trupelor de securitate.
Comandamentul Unic a ordonat atunci ocuparea permanentă a satelor. Pe lângă Petroșnița, Verendin, Luncavița și Mehadica, trupele de securitate au mai ocupat Domașnea, Teregova și Poiana, iar un pluton din compania a 3-a a fost trimis la Crușovăț și Cuptoare. Raiduri ale Securității au fost întreprinse și la Iablanița, Cornea, Armeniș sau Slatina-Timiș. 
Practic, toată zona muntoasă a Banatului se afla sub asediu. Suplimentar, regionalele Timișoara și Craiova ale Securității cooperau la organizarea „unei rețele informative în regiunea munților”, bazate pe pădurarii nou angajați odată cu reorganizarea direcțiilor silvice. De asemenea, s-au instituit posturi de filaj în comuna Bozovici și satul Șumița, pentru a descoperi căile de acces în munți ale partizanilor.

### Arestări
Pe 28 ianuarie 1949, Grigore Ianosiga este arestat din nou și transportat la Caransebeș. Sub tortură, i se cere să îi denunțe pe cei care au participat la atacul asupra postului de miliție din Teregova. Pe 1 februarie 1949 au fost arestați Atanasie Berzescu, învățător din Slatina-Timiș, și agentul sanitar Gavrilă Miloș.
În urma unui denunț, pe 3 februarie este percheziționat un sălaș de lângă Plugova, unde se găsesc arme și muniție, Securitatea suspectând că aparțineau grupului de partizani condus de comandorul Petre Domășneanu, fost locțiitor al lui Spiru Blănaru. În aceeași zi au fost arestate opt persoane bănuite de legături cu partizanii, printre care și Nicolae Târziu, învățător din Iablanița, care făcea parte din grupul lui Spiru Blănaru. Pe 4 februarie a fost arestat Ion Colțan din grupul notarului Gheorghe Ionescu, iar pe 7 februarie au fost arestați 51 de țărani.
Reținerile și perchezițiile în satele Banatului de munte au continuat zi și noapte, printre cei arestați fiind și celălalt partizan eliberat de la postul de miliție din Teregova, Moise Anculia.

### Asaltul din noaptea de 7/8 februarie
Pornind de la informațiile obținute prin tortură sau de la informatori, Securitatea a inițiat, în noaptea de 7 spre 8 februarie 1949, o operațiune militară împotriva partizanilor anticomuniști. 
Folosindu-se de informatorul Andrei Vădrariu, Securitatea a identificat sălașul partizanilor conduși de colonelul Ioan Uță. Peste 45 de militari din Batalionul 9 de Securitate, conduși de maiorul Corapciu, s-au așezat în dispozitiv de încercuire a poziției partizanilor, în jurul orei 06.45. Dinspre sălașul partizanilor s-a deschis foc de arme automate, căruia trupele de securitate i-au replicat cu tiruri și aruncări de grenade. În schimburile de focuri au fost uciși mai mulți partizani, printre care și colonelul Uță. Trei dintre partizani, Petre Pușchiță, Iancu Baderca și Dumitru Mutașcu, au reușit să fugă din încercuire.
În aceeași noapte, folosindu-se de informațiile furnizate de partizanul Ioan Băcilă, care fusese convins anterior să se predea, trupele de securitate comandate de sublocotenentul Vasile Sărățeanu au luat cu asalt sălașul lui Dumitru Bășulescu, reușind să-l aresteze pe comandorul Petre Domășneanu și pe alți doi partizani din grupul său. Ulterior, comandorul Domășneanu a fost condamnat la moarte și executat.
În cursul zilei de 8 februarie, Securitatea a continuat arestările în Lugoj, Caransebeș, Teregova, Cornereva, Văliug și alte localități, tuturor celor considerați că i-au ajutat pe partizanii din grupurile Uță și Blănaru.

### Noi arestări și represalii
Acțiunile Securității s-au intensificat, bazându-se și pe trădările unor locuitori din zonă sau chiar ale unor persoane din grupurile de sprijin ale partizanilor. Pe 15 februarie 1949, plutonierul major Gheorghe Onescu a fost informat despre prezența a trei partizani în casa lui Ion Damian din satul Valea Mare. Onescu a ordonat încercuirea locuinței și a informat Comandamentul Unic de la Caransebeș, care a trimis întăriri, conduse de căpitanul Ioan Corciova. Cei încercuiți au refuzat să se predea, fiind uciși în luptele care au urmat, împreună cu gazda lor.
În zilele următoare au fost efectuate alte arestări prin satele din sudul Banatului. Unul din cei reținuți a fost Traian Smulțea, al cărui fiu, Gheorghe Smulțea, făcea parte din grupul lui Spiru Blănaru. Supus unei anchete severe, el a fost obligat, în noaptea de 20/21 februarie, să călăuzească trupele Securității către un sălaș unde se confirmase prezența partizanilor. Deoarece acțiunea a început abia în jurul orei 04.30, trupele de securitate au ajuns la obiectiv pe lumină, fiind observate de partizani, care au reușit să scape.

### Lupta de la Pietrele Albe
Pe data de 22 februarie 1949, grupul partizanilor lui Spiru Blănaru și Gheorghe Ionescu a executat pentru „colaborare cu dușmanul neamului” pe agenții comuniști Gheorghe Munteanu și Mihai Cherciu din Teregova. Băiatul lui Munteanu a fugit și a anunțat postul de Miliție din comună. În sprijinul plutonului care-i căutase pe partizani cu o zi înainte, Securitatea a mai trimis trei plutoane din Batalionul 5, întregul dispozitiv fiind pus sub comanda sublocotenentului Gheorghe Vasile Ailoaiei. Trupele Securității, folosindu-se de urmele lăsate de partizani, i-au ajuns pe aceștia în jurul orelor 16.00, pe culmea Pietrele Albe, cota 1099.

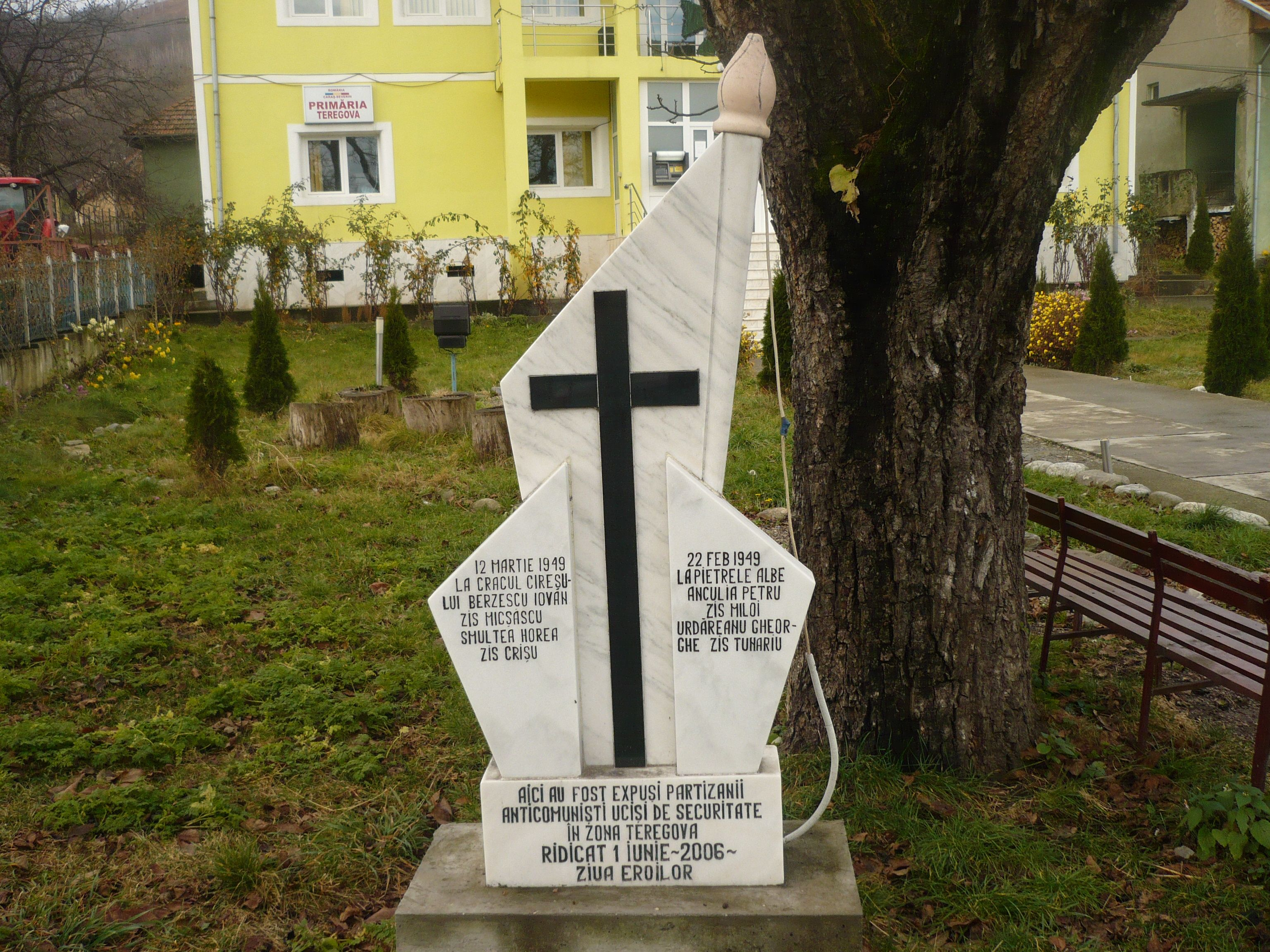
Memorial ridicat în fața primăriei Teregova, pe locul unde au fost expuse trupurile partizanilor uciși la Pietrele Albe

Partizanii s-au constituit în dispozitiv de luptă. Notarul Gheorghe Ionescu a preluat comanda, frații Ion și Petre Berzescu-Berda deservind în flancul stâng mitraliera sub conducerea lui Spiru Blănaru. Grupul partizanilor mai era constituit din Vasile Vălușescu, Tudor Roșeț, Petre Anculia, Gheorghe Urdăreanu, Gheorghe Smultea, Nicolae Ghimboașe, Ion Caraiman, Ianaș Grozăvescu, Martin Copăceanu, Horia Smultea, Pavel Stoichescu, Moise Anculia, Romulus Anculia, Gheorghe Cristescu, Iacob Cimpoca, Petru Pușchiță, Iovan Pușchiță, Iovan Berzescu, Ioan Stoichescu, Romulus Marițescu, Marin Moater, Gheorghe Ivanici, Nicolae Horescu și fiica lui, studenta Ana Horescu.
Unii autori consideră că Securitatea dispunea de 1000 de soldați, însă această cifră este probabil exagerată. Securitatea a început asaltul pe flancul stâng, unde militarii comuniști au fost întâmpinați cu focuri de mitralieră. Anastasie Berzescu, citându-și probabil foștii camarazi, spune că „Au căzut mulți morți de partea securității. De la partizani nici un mort.” Profesorul Mircea Rusnac, consultând arhivele M.A.I., afirmă că „autoritățile nu au recunoscut în total decât trei răniți”. Fostul lider al tineretului țărănist și memorialistul Cicerone Ionițoiu spune și el că „partizanii au rănit trei securiști: slt. Ailoaiei Gh. Vasile, caporal Nedelcu I. Ioan și fruntaș Tonta Gheorghe”.
Luptele au continuat cu intensitate toată ziua și au încetat târziu în noapte. Nereușind să disloce flancul stâng al partizanilor, Securitatea a luat cu asalt flancul drept, unde a reușit o breșă. Partizanii Petre Anculia și Gheorghe Urdăreanu au fost uciși în luptă, iar Gheorghe Smultea și Nicolae Ghimboașe capturați. Profitând de adăpostul întunericului, restul partizanilor a reușit o retragere organizată. Conform lui Cicerone Ionițoiu, grupul Anculia-Urdăreanu-Smultea-Ghimboașe s-ar fi sacrificat în mod intenționat, rămânând în urmă pentru a acoperi retragerea celorlalți.
De comun acord cu oamenii din subordine, Spiru Blănaru și Gheorghe Ionescu decid ca grupul să se împartă în formațiuni mai mici și să se retragă din zona de acțiune a plutoanelor Securității. Gheorghe Ionescu și Vasile Vălușescu pleacă spre Munții Almăjului, la sud de Bozovici (Anastasie Berzescu consemnează în mod greșit că s-ar fi retras spre Orșova), Tudor Roșeț și Pavel Stoichescu către Teregova, iar Spiru Blănaru, însoțit de Ana Horescu, Nicolae Horescu, Ion Caraiman, Ion și Petre Berzescu-Berda, Iacob Cimpoca, Petru Pușchiță, Iovan Pușchiță și Romulus Marițescu, pornesc înspre muntele Țarcu, lângă Feneș.

## Arestarea
Ca urmare a luptelor de la Pietrele Albe, măsurile represive în satele din zonă s-au înăsprit și mai tare. A fost introdusă interdicția de circulație pe timpul nopții, sporite patrulele Securității, lărgită rețeaua de informatori, iar pe 5 martie 1949 a fost efectuată o razie de amploare soldată cu peste 40 de arestări în rândul țăranilor și micii intelectualități a satelor. Pornind de la datele culese în urma anchetării cu violență a celor arestați, Securitatea a declanșat operațiunea finală de lichidare a grupurilor Blănaru și Uță. Pe 7 martie 1949 au fost percheziționate sălașele Poiana Roșului, Dobane și Cornereva, la acesta din urmă organele de represiune reușind să ucidă un partizan și să rănească un altul. Din cauza condițiilor meteorologice grele (viscol și zăpezi mari), operațiunea Securității a fost temporar oprită.
Vremea rea a creat probleme și partizanilor, adăpostiți în punctul Târșitura, dar fiind lipsiți de alimente. Cu toate riscurile, în seara de 9 martie 1949, Spiru Blănaru, Ion Caraiman, Petre Berzescu și Iacob Cimpoca au coborât în satul Feneș, la casa lui Caraiman, pentru a încerca să se aprovizioneze. Au fost trădați de socrul lui Ion Caraiman, iar acesta a fost ucis în lupta scurtă care a urmat. Deși și-a golit încărcătorul armei automate și a aruncat o grenadă în timp ce încerca să fugă, trupele de Securitate l-au rănit și capturat pe Spiru Blănaru. Pornind de la acest succes, Securitatea a efectuat noi și numeroase arestări, numai în noaptea de 9/10 martie fiind ridicate peste 90 de persoane din grupurile de partizani, susținători și de sprijin ai acestora. Până pe 1 aprilie 1949, grupul lui Spiru Blănaru a fost complet lichidat.

## Execuția
În lotul lui Spiru Blănaru au fost judecați 11 partizani. Prin Sentința nr.1091/21 iunie 1949, cinci dintre acuzați au fost condamnați la moarte prin împușcare și confiscarea averii: Spiru Blănaru, Petre Domășneanu, Petre Pușchiță, Romulus Marițescu și Ion Tănase, iar restul la pedepse grele de muncă silnică și confiscarea averii. Prin Decizia nr 1201/1949 au fost respinse cererile de grațiere, iar sentința a fost executată pe 16 iulie 1949, la ora 03:30, în poligonul de tragere din Pădurea Verde, Timișoara. După citirea sentinței, condamnații au fost imobilizați cu spatele la plutonul de execuție și legați la ochi, iar plutonul a deschis focul. După constatarea decesului, cadavrele au fost „înmormântate fără nici o ceremonie”. Echipa de execuție a fost formată din lt.col. magistrat Simion Stănescu, procuror militar șef pe lângă Tribunalul Militar Timișoara, lt.mj. Cornel Câmpeanu, grefierul Nicolae Stoica, medicul închisorii Timișoara și plutonul de execuție.

## Omagiu
Pentru a cinsti memoria partizanului anticomunist, Primăria Timișoara a numit o arteră din municipiu „strada Martir Spiru Blănaru”. În plus, pe 2 august 2014 a fost sfințit și inaugurat Monumentul Rezistenței Anticomuniste din Banat, realizat la inițiativa AFDPR și restaurat din fondurile Primăriei Municipiului Timișoara. Monumentul este ridicat în Pădurea Verde, aproape de locul în care au fost executați Spiru Blănaru și camarazii lui.
De asemenea, Asociația Foștilor Deținuți Politici din România a ridicat monumente la Teregova și Caransebeș în amintirea partizanilor anticomuniști. Numele lui Spiru Blănaru este menționat pe amândouă.